# Academia Diplomática de Viena
A Academia Diplomática de Viena (em alemão Diplomatische Akademie Wien), estabelecida em 1754, é uma escola de pós-graduação de Relações Internacionais localizada em Viena, na Áustria.